# David Archuleta
David James Archuleta (n. 28 decembrie 1990, Miami, Florida, SUA) este un cantautor, muzician și actor american. În mai 2008, interpretul s-a clasat pe locul secund în cadrul concursului American Idol, acumulând 44 la sută din cele 97 de milioane de voturi.
Primul single lansat de Archuleta se intitulează „Crush”, piesa fiind comercializată începând din august 2008. Cântecul a ajuns pe locul 2 în Billboard Hot 100 și pe locul 7 în Canadian Hot 100, înregistrând vânzări de peste 1.04 milioane de unități în SUA. Albumul de debut, David Archuleta, a fost lansat în noiembrie 2008
și s-a clasat pe poziția a doua în Billboard 200.

## Biografie

### Primii ani
David Archuleta s-a născut în Miami, Florida, părinții săi fiind Jeff Archuleta (cântăreț la trompetă) și Lupe Marie (cântăreață și dansatoare de salsa originară din Honduras). Familia interpretului s-a mutat când acesta avea șase ani în Murray, Utah, oraș situat în Salt Lake Valley, unde a urmat liceul Murray High School. Artistul este membru al asociației pentru tineri Boy Scouts of America.
Archuleta a început să cânte la vârsta de șase ani, inspirat de musicalul Les Misérables, afirmând că acest spectacol a declanșat dragostea lui pentru muzică. Prima interpretare publică a fost în cadrul „Utah Talent Competition”, unde a cântat piesa „I Will Always Love You” de Dolly Parton și a câștigat concursul la categoria pentru copii.
Archuleta i-a urmărit pe Tamyra Gray și pe Kelly Clarkson în cadrul primului sezon al emisunii American Idol pentru „că nu am mai auzit persoane care să cânte astfel și pentru a vedea cum este să interpretezi un cântec”. La vârsta de unsprezece ani și-a făcut debutul în televiziune, cântând în cadrul concursului The Jenny Jones Show dedicat descoperirii „unor noi staruri latino” piesa 
„And I Am Telling You I'm Not Going” împreună cu A.J. Gil, finalistul primului sezon. Prin intermediul acestuia, Archuleta i-a întâlnit și le-a cântat lui Gray, lui Clarkson (câștigătoarea din acel an) și lui Justin Guarini (cel care s-a clasat pe locul doi).

### Cariera muzicală

#### Star Search
În 2003, la vârsta de 12 ani, Archuleta a apărut în câteva episoade din Star Search, câștigând titlul de „Campionul vocalist junior” în cadrul celei de-a doua ediții a emisiunii-concurs. Alexandréa Lushington, una dintre oponentele sale, a concurat alături de interpret și la American Idol, ajungând până în semifinale. În timpul celui de-al doilea an petrecut la Star Search, Archuleta a început să concentreze asupra scrierii versurilor, acesta declarând că „nu dădeam nici cea mai mică atenție versurilor când aveam 12-13 ani”.
În această perioadă, cântărețul a fost invitat la The Jenny Jones Show și la emisiunea The Early Show difuzată la CBS, întâlnindu-i pe finaliștii primului sezon de la American Idol și cântându-le a capella piesa „And I Am Telling You I'm Not Going” din Dreamgirls. A primit critici pozitive din partea câștigătoarei pentru această interpretare. La un an după participarea la Star Search, Archuleta a fost diagnosticat cu paralizie parțială a corzilor vocale, acesta refuzând să se opereze. Acum se declară recuperat complet. Astfel, el a cântat numai în cadrul evenimentelor majore, cum ar fi Stadium of Fire și celebrarea Zilei Independenței la stadionul Brigham Young University.
Archuleta a încercat să scrie versuri și să compună melodii după perioada petrecută la Star Search. A lansat în 2002 două discuri single, „Dream Sky High” și „Don't Tell Me”.

#### American Idol
Archuleta a interpretat la proba pentru American Idol din iulie 2007 desfășurată în San Diego piesa „Waiting on the World to Change” a lui John Mayer, iar Randy Jackson, unul din membrii juriului, a cântat împreună cu el versul „waiting” din refren. Archuleta s-a calificat pentru audiția de la Hollywood, unde interpretările pieselor „Heaven” de Bryan Adams și „Crazy” de Gnarls Barkley au fost apreciate de către juriu.
Într-un articol din Los Angeles Times s-a speculat că Archuleta nu a cântat primul vers („no religion too”-en.: „și fără religie”) al piesei „Imagine” din cauza confesiunii sale (mormonism). Întrebat de ce nu a interpretat în întregime cântecul, Archuleta a replicat că nu avea timp decât pentru un singur vers, alegându-l pe al treilea, fiind favoritul acestuia pentru „mesajul său măreț”.
După interpretarea piesei „We Can Work It Out”, care a fost numită „un dezastru” de către Simon Cowell, unul din membri juriului, Entertainment Tonight a anunțat că Archuleta simte o tensiune provenită de la tatăl său care „a țipat” la acesta pe parcursul sesiunii de înregistrare desfășurate noaptea precedentă. Într-un interviu pentru US Magazine, Jeff Archuleta a negat acuzația. Un articol din mai 2008 publicat în Associated Press inforemează că tatăl interpretului a adăugat un vers din piesa „Beautiful Girls” cântată de Sean Kingston în traspunerea muzicală realizată de Archuleta pentru „Stand by Me” („Beautiful Girls” conține un sample din „Stand by Me”), crescând astfel costurile pentru drepturile de autor. Astfel, lui Jeff Archuleta i-a fost interzisă participarea la repetiții. Referitor la acest lucru, cântărețul a declarat că tatăl său este „un om bun și nu a făcut nimic rău”.
În finală, Archuleta a cântat „Don't Let the Sun Go Down on Me”, „In This Moment” și „Imagine”. Juriul a declarat că Archuleta „a venit aici ca să câștige”, iar David Cock, celălalt finalist, a afirmat că „trebuie să recunosc, puștiul s-a descurcat excelent cu cele trei cântece”. Archuleta a primit 44% din voturile publicului, ieșind pe locul doi. Reclame identice cu Cock și Archuleta mimând scena din Risky Bussiness în care Tom Cruise cântă la o chitară imaginară au fost utilizate pentru promovarea seriei de jocuri pe computer Guitar Hero.

##### Cântece interpretate
| Săptămâna | Temă                                                                             | Cântec                                                       | Artistul original                             |
| --------- | -------------------------------------------------------------------------------- | ------------------------------------------------------------ | --------------------------------------------- |
| Audiții   | n/a                                                                              | „Waiting on the World to Change”                             | John Mayer                                    |
| Hollywood | n/a                                                                              | „Crazy”                                                      | Gnarls Barkley                                |
| Top 50    | n/a                                                                              | „Heaven”                                                     | Bryan Adams                                   |
| Top 24    | Anii 60                                                                          | „Shop Around”                                                | The Miracles                                  |
| Top 20    | Anii 70                                                                          | „Imagine”                                                    | John Lennon                                   |
| Top 16    | Anii 80                                                                          | „Another Day in Paradise”                                    | Phil Collins                                  |
| Top 12    | Lennon/McCartney                                                                 | „We Can Work It Out”                                         | The Beatles                                   |
| Top 11    | The Beatles                                                                      | „The Long and Winding Road”                                  | The Beatles                                   |
| Top 10    | Cântec din anul nașterii participantului (1990)                                  | „You're the Voice”                                           | John Farnham                                  |
| Top 9     | Cântece de Dolly Parton (mentor: Dolly Parton)                                   | „Smoky Mountain Memories”                                    | Dolly Parton                                  |
| Top 8     | Cântece de inspirație                                                            | „Angels”                                                     | Robbie Williams                               |
| Top 7     | Cântece de Mariah Carey (mentor: Mariah Carey)                                   | „When You Believe”                                           | Mariah Carey și Whitney Houston               |
| Top 6     | Cântece de Lloyd Webber (mentor: Andrew Lloyd Webber)                            | „Think of Me”                                                | Fantoma de la Operă (musical)                 |
| Top 5     | Cântece de Neil Diamond (mentor: Neil Diamond)                                   | „Sweet Caroline” „America”                                   | Neil Diamond                                  |
| Top 4     | Cântece interpretate de artiștii aflați în The Rock and Roll Hall of Fame        | „Stand by Me” „Love Me Tender”                               | Ben E. King Elvis Presley                     |
| Top 3     | Alegerea juriului (Paula Abdul) Alegerea participantului Alegerea producătorilor | „And So It Goes” „With You” „Longer”                         | Billy Joel Chris Brown Dan Fogelberg          |
| Finală    | Alegerea lui Clive Davis Cântec nou Alegerea participantului                     | „Don't Let the Sun Go Down on Me” „In This Moment” „Imagine” | Elton John Compus de Ryan Gillmor John Lennon |

## Discografie
Albume
- David Archuleta (2008)
- Christmas from the Heart (2009)
- The Other Side of Down (2010)
- Forevermore (2012)
- Begin (2012)
- No Matter How Far (2013)
- Postcards in the Sky (2017)

## Filmografie
| Televiziune | Televiziune                      | Televiziune     | Televiziune                                              |
| An          | Film                             | Rol             | Note                                                     |
| ----------- | -------------------------------- | --------------- | -------------------------------------------------------- |
| 2008        | American Idol                    | Rolul său       | Runner Up                                                |
| 2008        | The Ellen DeGeneres Show         | Rolul său/Guest | Interview and live performance of "Crush"                |
| 2009        | iCarly                           | Rolul său       | Season 2 - Episode 12: iRocked the Vote                  |
| 2009        | Hannah Montana                   | Rolul său       | Season 3 - Episode 14: Promma Mia                        |
| 2009        | SiS                              | Rolul său/Guest | Promotion of David Archuleta Solo Tour 2009: GMA Network |
| 2009        | Eat Bulaga!                      | Rolul său/Guest | Promotion of David Archuleta Solo Tour 2009: GMA Network |
| 2009        | Cool Center                      | Rolul său/Guest | Interview                                                |
| 2009        | 24 Oras                          | Rolul său/Guest | Live interview with David Cook                           |
| 2010        | Tosh.0                           | Rolul său       | Cameo "Episode 21 - American Idol Girls"                 |
| 2012        | Nandito Ako (Here I Am)          | Josh Bradley    | Lead role Philippine TV series                           |
| 2014        | David Archuleta: Called to Serve | Rolul său       | KSL Special Documentary                                  |

## Turnee
Ca artist principal
- American Idols LIVE! Tour 2008 (2008)
- David Archuleta Live In Concert (2009)
- Christmas from the Heart Tour (2009)
- The Other Side of Down Asian Tour (2011)
- My Kind of Christmas Tour (2011)

Ca artist secundar
- McFly Up Close and This Time It's Personal Tour (2009)
- Demi Lovato Summer Tour 2009 (2009)

## Premii și nominalizări
| An   | Premiu                             | Categorie                                        | Rezultat                    |
| ---- | ---------------------------------- | ------------------------------------------------ | --------------------------- |
| 2008 | Teen Choice Awards                 | Most Fanatic Fans                                | Câștigat                    |
| 2008 | Teen Choice Awards                 | Best Smile (Post Show)                           | Câștigat                    |
| 2009 | Teen Choice Awards                 | Breakout Artist                                  | Câștigat                    |
| 2009 | Teen Choice Awards                 | Music: Love Song (for "Crush")                   | Câștigat                    |
| 2009 | Teen Choice Awards                 | Music Tour                                       | Câștigat (with Demi Lovato) |
| 2009 | Alma Awards                        | Music Rising Star                                | Câștigat                    |
| 2009 | MYX Music Awards                   | Favorite International Music Video - Crush       | Câștigat                    |
| 2010 | Teen Choice Awards                 | Fanatic Fans                                     | Nominalizare                |
| 2010 | Teen Choice Awards                 | American Idol Alum                               | Câștigat                    |
| 2010 | J-14 Teen Icon Awards              | Iconic Fan Favorite                              | Câștigat                    |
| 2010 | J-14 Teen Icon Awards              | Iconic Tweeter                                   | Nominalizare                |
| 2011 | Barkada Choice Awards              | Teen Icon                                        | Câștigat                    |
| 2012 | 2012 Golden Teevee and Mask Awards | Favorite Breakthrough TV performance by an Actor | Câștigat                    |
| 2014 | World Music Awards                 | World's Best Male Artist                         | Nominalizare                |
| 2014 | World Music Awards                 | World's Best Live Act                            | Nominalizare                |
| 2014 | World Music Awards                 | World's Best Entertainer                         | Nominalizare                |